# Lei de White
A lei de White, chamada assim em homenagem a Leslie White e publicada no ano de 1943, afirma que, outros fatores permanecendo constantes, "a cultura evolui à medida que a quantidade de energia aproveitada per capita por ano aumenta ou conforme a eficiência dos meios instrumentais de colocar a energia para trabalhar é aumentado".

## Descrição

Imagem composta da Terra à noite em 2012, criada pela NASA e NOAA. As áreas mais brilhantes da Terra são as mais urbanizadas, mas não necessariamente as mais populosas. Mesmo mais de 100 anos após a invenção da luz elétrica, algumas regiões permanecem pouco povoadas e sem iluminação.

White fala da cultura como um fenômeno humano geral e afirmou não falar de "culturas" no plural. Sua teoria, publicada em 1959 em The Evolution of Culture: The Development of Civilization to the Fall of Rome (A Evolução da Cultural: o desenvolvimento da civilização desde a queda de Roma) , reacendeu o interesse pelo evolucionismo social e é contada com destaque entre os neoevolucionistas. Ele acreditava que a cultura – significando a soma total de todas as atividades culturais humanas no planeta – estava evoluindo.
White diferenciou três componentes da cultura:
1. Tecnológica,
2. sociológico e
3. Ideológico, e argumentou que é o componente tecnológico que desempenha um papel primordial ou é o principal fator determinante responsável pela evolução cultural.[2]

### Argumento
A abordagem materialista de White é evidente na seguinte citação: "o homem como espécie animal e, consequentemente, a cultura como um todo, depende dos meios materiais e mecânicos de ajuste ao ambiente natural".  Este componente tecnológico pode ser descrito como instrumentos materiais, mecânicos, físicos e químicos, bem como a forma como as pessoas utilizam estas técnicas. O argumento de White sobre a importância da tecnologia é o seguinte:
1. A tecnologia é uma tentativa de resolver os problemas de sobrevivência.
2. Em última análise, essa tentativa significa capturar energia suficiente e desviá-la para as necessidades humanas.
3. As sociedades que captam mais energia e a utilizam com mais eficiência têm uma vantagem sobre as outras sociedades.
4. Portanto, essas diferentes sociedades são mais avançadas no sentido evolutivo.[4]

Para White "a função primária da cultura" e aquela que determina seu nível de avanço é sua capacidade de "aproveitar e controlar a energia". A lei de White afirma que a medida pela qual julgar o grau relativo de evolução da cultura era a quantidade de energia que ela poderia capturar ( consumo de energia ). White diferencia cinco estágios do desenvolvimento humano. Na primeira, as pessoas usam a energia de seus próprios músculos. Na segunda, utilizam a energia de animais domesticados . No terceiro, eles usam a energia das plantas (portanto, White se refere à revolução agrícola). Na quarta, aprendem a utilizar a energia dos recursos naturais: carvão, petróleo, gás. No quinto, eles aproveitam a energia nuclear.

### Fórmula energética de White
White introduziu uma fórmula:
{\displaystyle C=ET,}
...onde E é uma medida de energia consumida per capita por ano, T é a medida de eficiência dos fatores técnicos que utilizam a energia e C representa o grau de desenvolvimento cultural. Em suas próprias palavras: "a lei básica da evolução cultural" era "a cultura evolui à medida que aumenta a quantidade de energia aproveitada per capita por ano ou à medida que aumenta a eficiência dos meios instrumentais de colocar a energia para trabalhar". Portanto, "descobrimos que o progresso e o desenvolvimento são afetados pela melhoria dos meios mecânicos com os quais a energia é aproveitada e colocada em funcionamento, bem como pelo aumento das quantidades de energia empregada". Embora White não garanta que a tecnologia seja a solução para todos os problemas que afetem a humanidade, como fazem os utopistas tecnológicos, sua teoria trata o fator tecnológico como o fator mais importante na evolução da sociedade e é semelhante aos trabalhos posteriores de Gerhard Lenski, a teoria da escala de Kardashev do astrônomo russo Nikolai Kardashev e algumas noções de singularidade tecnológica.

## Pesquisa posterior
Na fórmula de White C = ET , o T (eficiência tecnológica) dificilmente poderia ser expressa matematicamente. Insatisfeito com a fórmula, o historiador Max Ostrovsky trabalhou para encontrar uma expressão matemática, bem como para reduzir a totalidade de E (energia consumida) a um indicador mensurável essencial. Tendo pesquisado várias disciplinas, incluindo climatologia, todas as civilizações e as revoluções neolítica e industrial, ele reduziu a fórmula de White ao seguinte:
C = tonelagem total de cereais produzida por um por cento da mão de obra global.
Ostrovsky aplicou a mesma fórmula para medir o poder nacional, substituindo a mão de obra global pela nacional. A fórmula demonstra matematicamente a distribuição unipolar de poder na era pós-Guerra Fria. Ostrovsky afirma que sua versão da lei de White funciona desde a Revolução Neolítica e não foi alterada pela Revolução Industrial. Ele se refere à mesma imagem da NASA (acima), enfatizando que suas regiões mais brilhantes são regiões férteis para cereais. De acordo com Ostrovsky, não há nenhum pivô geográfico permanente da história porque o clima é impermanente. Parafraseando Mackinder, ele desenhou o que afirma ser um pivô relevante para todas as eras históricas:
(i) Quem governa a maior zona temperada com as chuvas mais ótimas, governa o mundo.
Outra fórmula que Ostrovsky derivou da lei de White explica as grandes revoluções sociais:
(ii) Quando a porcentagem de mão-de-obra dedicada à agricultura cai de 80 para 60, uma sociedade passa por uma grande revolução social, seja de cima ou de baixo.
Revolução de cima significa reforma. De uma só vez, Ostrovsky explicou matematicamente a Revolta Holandesa, as reformas britânica, alemã e japonesa, as grandes revoluções francesa, russa e chinesa, a Guerra Civil Americana e a intocada pelos sociólogos da antiga revolução romana.  "Liberté, égalité, fraternité" e muitos outros slogans foram ouvidos nas barricadas e nas linhas de frente, mas em todos os casos, ele enfatiza, o resultado mais longo e às vezes o único resultado foi a transferência de poder dos proprietários de terras (proprietários de plantações no caso americano) aos empresários industriais (ordem dos cavaleiros no caso romano).